# Pachyanthrax telamon
Pachyanthrax telamon är en tvåvingeart som först beskrevs av Friedrich Hermann Loew 1869.  Pachyanthrax telamon ingår i släktet Pachyanthrax och familjen svävflugor. Inga underarter finns listade i Catalogue of Life.